# Electrically Driven
Electrically Driven è il nono album dal vivo del gruppo musicale rock britannico Uriah Heep. È stato registrato al London Astoria di Londra il 23 marzo del 2001, e vede la presenza di Ian Anderson.

## Tracce
1. Return to Fantasy (Hensley/Byron) – 4:44
2. Universal Wheels (Box/Lanzon) – 5:27
3. Bird of Prey (Box/Byron/Hensley/Newton) – 4:41
4. Stealin' (Hensley) – 5:45
5. Between Two Worlds (Box/Lanzon) – 6:09
6. I Hear Voices (Bolder) – 4:00
7. Come Away Melinda (Hellerman/Minkoff) – 4:26
8. Circus (Thain/Box/Kerslake) – 3:57
9. Blind Eye (Hensley) – 3:35
10. Sunrise (Hensley) – 4:10
11. Gypsy (Box/Byron) – 3:21
12. July Morning (Hensley/Byron) – 10:37
13. Easy Livin' (Hensley) – 3:36

## Formazione
- Bernie Shaw - voce
- Mick Box - chitarra
- Phil Lanzon - tastiere
- Trevor Bolder - basso
- Lee Kerslake - batteria